# Knabenschule (Fürstenwalde)
Die Knabenschule in Fürstenwalde/Spree (bis 2007: Städtisches Gymnasium Fürstenwalde) ist ein seit dem 19. Jahrhundert als Schule genutztes ehemaliges Kasernengebäude in der Holzstraße 1a. Von 1891 bis 2007 war in dem Gebäude ununterbrochen eine eigenständige Schule ansässig. Seit August 2007 befindet sich auf dem Gelände der zweite Schulstandort des Geschwister-Scholl-Gymnasiums Fürstenwalde.

## Geschichte
Im Jahr 1891 wurde am damaligen nördlichen Stadtrand von Fürstenwalde/Spree, in der Holzstraße, ein Kasernengebäude für die Preußische Armee errichtet. Am Ende des 19. Jahrhunderts war der Mangel an Schulplätzen in Preußen sehr groß, was dazu führte, dass statt der Soldaten Schüler in das Gebäude einzogen.
Auf diese Art und Weise entstand eine der ersten allgemeinbildenden Schulen in Fürstenwalde, die Knabenschule Fürstenwalde. Die Knabenschule entstand in Nachbarschaft zur Mädchenschule von Fürstenwalde, der heutigen Theodor-Fontane-Grundschule. Wegen großer räumlicher Zwänge im Gebäude, wurde es 1898 erweitert. 1904 entstand direkt auf der anderen Seite der Holzstraße die erste Turnhalle in Fürstenwalde, die bis heute durch die Fontanegrundschule und diverse Sportvereine genutzt wird.
Von 1946 bis 1962 war in den Räumlichkeiten die Zentralschule 1 für Jungen angesiedelt. Mit der Einführung des Bildungssystems der DDR wurde die Schule in Polytechnische Oberschule (POS) 1 Fürstenwalde umbenannt. Aus der 1. POS entstand Ende der 1970er Jahre die Schule mit erweitertem Russischunterricht Werner-Seelenbinder Fürstenwalde. Das Schulgebäude wurde 1984 erneut um einen neuen Flügel erweitert.

### Städtisches Gymnasium „Werner Seelenbinder“ Fürstenwalde
Im Zuge der Deutschen Wiedervereinigung wurde das westdeutsche Bildungssystem auch in den Neuen Bundesländern eingeführt. Aus der POS mit erweitertem Russischunterricht entwickelte sich im August 1991 das Werner-Seelenbinder-Gymnasium Fürstenwalde, welches durch die Stadt Fürstenwalde getragen wurde.
Der Schulhof der Schule wurde im Jahr 2006 zu einem Lern- und Freizeitbereich umgebaut. Wegen sinkender Schülerzahlen in Fürstenwalde, wurde das Städtische Gymnasium zum Ende des Schuljahres 2006/2007 im Juli 2007 geschlossen. Im August 2007 übernahm das Kreisliche Gymnasium Fürstenwalde das ehemalige Städtische Gymnasium und betreibt das Gebäude Holzstraße 1a seitdem als zweiten Standort.

### Schulnamen
- Knabenschule Fürstenwalde (1891–1946)
- Zentralschule 1 Fürstenwalde  (1946–1961)
- Polytechnische Oberschule „Werner Seelenbinder“ Fürstenwalde (1961–1984)
- POS mit erweitertem Russischunterricht „Werner Seelenbinder“ Fürstenwalde  (1984–1991)
- Städtisches Gymnasium „Werner Seelenbinder“ Fürstenwalde  (1991–2007)
- Geschwister-Scholl-Gymnasium Fürstenwalde – Haus 2 (seit 2007)